# آرانتزا دل پورتو
آرانتزا دل پورتو (انگلیسی: Arantza del Puerto؛ زادهٔ ۸ مارس ۱۹۷۱) بازیکن فوتبال، و سرمربی (فوتبال) اهل اسپانیا است.